# Campionati del mondo di atletica leggera 2005 - 3000 metri siepi femminili
La gara dei 3000 metri siepi femminili ai Campionati del mondo di atletica leggera di Helsinki 2005 si è svolta nelle giornate del 6 agosto (batterie) e 8 agosto (finale).

## Podio
| Posizione | Atleta            | Paese  |
| --------- | ----------------- | ------ |
| Oro       | Docus Inzikuru    | Uganda |
| Argento   | Ekaterina Volkova | Russia |
| Bronzo    | Jeruto Kiptum     | Kenya  |

## Batterie

### Batteria 1
1. Yelena Zadorozhnaya,  Russia 9'32"96 Q
2. Korene Hinds,  Giamaica 9'36"76 Q
3. Salome Chepchumba,  Kenya 9'39"27 Q
4. Minori Hayakari,  Giappone 9'41"21 q
5. Bouchra Chaâbi,  Marocco 9'41"82 q
6. Lisa Galaviz,  Stati Uniti 9'47"45
7. Lívia Tóth,  Ungheria 9'51"03
8. Stephanie de Croock,  Belgio 9'54"78
9. Roisin McGettigan,  Irlanda 9'56"31
10. Clarisse Cruz,  Portogallo 10'06"96
11. Andrea Mayr,  Austria 10'07"61
12. Miranda Boonstra,  Paesi Bassi 10'09"91

### Batteria 2
1. Wioletta Janowska,  Polonia 9'35"66 Q
2. Mardrea Hyman,  Giamaica 9'38"75 Q
3. Carrie Messner,  Stati Uniti 9'39"68 Q
4. Jackline Chemwok,  Kenya 9'47"37
5. Rasa Troup,  Lituania 9'47"47
6. Élodie Olivarès,  Francia 9'49"28
7. Ida Nilsson,  Svezia 9'56"17
8. Nataliya Izmodenova,  Russia 10'01"97
9. Rosa Morató,  Spagna 10'07"09
10. Fatiha Bahi Azzouhoum,  Algeria 10'07"39
11. Dobrinka Shalamanova,  Bulgaria 10'07"75 
  - Anni Tuimala,  Finlandia dnf

### Batteria 3
1. Docus Inzikuru,  Uganda 9'27"85 Q
2. Jeruto Kiptum,  Kenya 9'29"21 Q
3. Ekaterina Volkova,  Russia 9'29"88 Q
4. Cristina Casandra,  Romania 9'37"19 q
5. Yamina Bouchaouante,  Francia 9'42"18 q
6. Elizabeth Jackson,  Stati Uniti 9'45"24 q
7. Inês Monteiro,  Portogallo 9'47"19 q
8. Habiba Ghribi,  Tunisia 9'51"49
9. Türkan Bozkurt,  Turchia 9'56"61
10. Valentyna Horpynych,  Ucraina 9'59"29
11. Jo Ankier,  Regno Unito 10'12"50

## Finale
1. Docus Inzikuru,  Uganda 9'18"24
2. Ekaterina Volkova,  Russia 9'20"49
3. Jeruto Kiptum,  Kenya 9'26"95
4. Korene Hinds,  Giamaica 9'33"30
5. Salome Chepchumba,  Kenya 9'37"39
6. Yelena Zadorozhnaya,  Russia 9'37"91
7. Cristina Casandra,  Romania 9'39"52
8. Mardrea Hyman,  Giamaica 9'39"66
9. Elizabeth Jackson,  Stati Uniti 9'46"72
10. Bouchra Chaâbi,  Marocco 9'47"62
11. Yamina Bouchaouante,  Francia 9'48"48
12. Minori Hayakari,  Giappone 9'48"97
13. Inês Monteiro,  Portogallo 9'50"35
14. Wioletta Janowska,  Polonia 10'00"03
15. Carrie Messner,  Stati Uniti 10'11"20